# Riku
Riku (jap. りく, リク) – głównie męskie imię japońskie, sporadycznie noszone przez kobiety, oraz fińskie zdrobnienie od Ryszarda.

## Możliwa pisownia w języku japońskim
Riku można zapisać używając wielu różnych znaków kanji i może znaczyć m.in.:
- 陸, „ląd”[1]
- 理来
- 璃来
- 梨紅
- 理久

## Ludzie o imieniu
- Riku Äyri, były fiński skoczek narciarski
- Riku Hahl, fiński hokeista
- Riku Helenius, fiński hokeista
- Riku Kiri, fiński trójboista siłowy i strongman
- Riku Miura (璃来), japońska łyżwiarka figurowa
- Riku Moriyama (理来), japońska seiyū
- Riku Riski, fiński piłkarz
- Riku Sanjō (陸), japoński mangaka

## Fikcyjne postacie
- Riku (陸), bohater serii Kino's Journey: the Beautiful World
- Riku (リク), bohater serii gier Kingdom Hearts
- Riku Harada (梨紅), bohaterka mangi i anime D.N.Angel
- Riku Mikumo (理久), bohater mangi i anime Venus Versus Virus
- Riku Miyagusuku (リク), bohater serii Blood+
- Riku Tachibana (リク), główny bohater mangi i anime Onmyō Taisenki